# Wilson Whitley
Wilson Whitley (Brenham, 28 aprile 1955 – Marietta, 27 ottobre 1992) è stato un giocatore di football americano statunitense che ha militato nel ruolo di defensive tackle nella National Football League (NFL).

## Carriera
Al college Whitley giocò a football all'Università di Houston, venendo premiato come All-American e vincendo il Lombardi Award. Fu scelto come ottavo assoluto nel Draft NFL 1977 dai Cincinnati Bengals. Con essi giocò accanto a un altro vincitore del Lombardi Award, Ross Browner. Rimase ai Bengals fino al 1982, raggiungendo il Super Bowl nel 1981, perso contro i San Francisco 49ers. Chiuse la carriera disputando un'ultima stagione nel 1983 con gli Houston Oilers. Morì nel 1992 all'età di 37 anni a causa di un problema cardiaco.

## Palmarès

### Franchigia
- American Football Conference Championship: 1

Cincinnati Bengals: 1981

### Individuale
- Numero 78 ritirato dagli Houston Cougars
- College Football Hall of Fame